# スリ・ジャヤワルダナプラ・コッテ
スリ・ジャヤワルダナプラ・コッテ（シンハラ語: ශ්‍රී ජයවර්ධනපුර කෝට්ටේ、タミル語: ஸ்ரீ ஜயவர்த்தனபுரம் கோட்டே、英語: Sri Jayawardenepura Kotte）は、スリランカの首都。同国西部に位置する。名称が長いため、通常はコッテまたはコーッテ (Kotte) と略される。
現在の都市名は遷都を決めたスリランカの第2代大統領ジュニウス・リチャード・ジャヤワルダナに由来しており、「スリ（聖なる）・ジャヤワルダナ（勝利をもたらす）・プラ（都市）・コッテ（元々の街の名前）」の意味となる。

## 概要
同国西部に位置する旧首都コロンボの中心部から南東に約10kmの地点に位置している。1985年にコロンボから遷都されたが、国会議事堂など一部を除き、長らく首都機能の移転は進んでいなかった。2009年の内戦終結後は徐々に移転が進められている。
市街地はコロンボから連坦しており、事実上コロンボ郊外の一角を市域とする都市である。

## 歴史

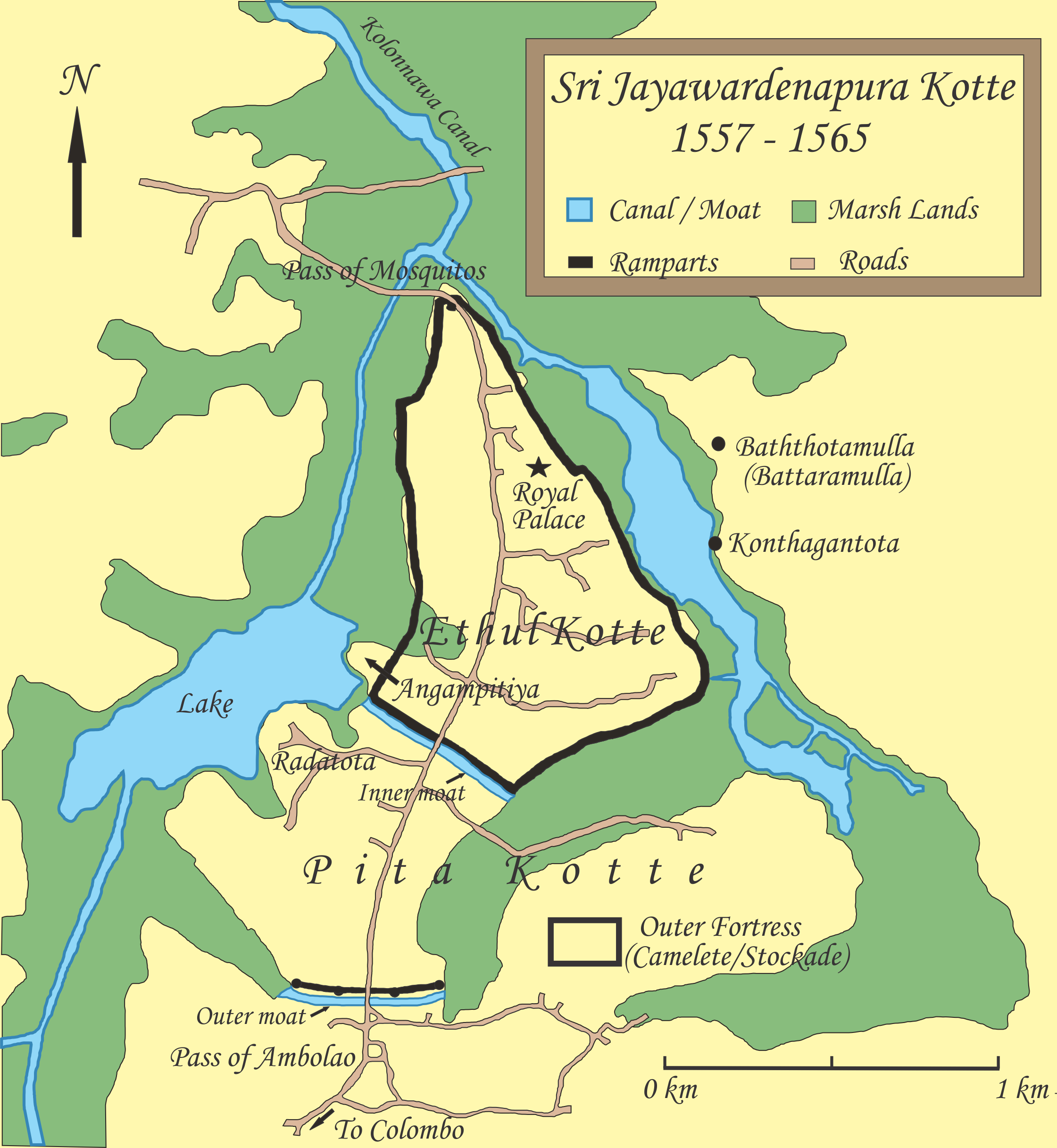
コーッテ王国時代の地理（1557年-1565年）

1415年、コーッテ王国の都となった。この頃は「ジャヤワルダナ」（勝利をもたらす、の意）と称されており、Diyawanna OyaとKolonnawa Oyaの2本の河川が合流し沼地に囲まれ防衛に適したこの地に、王宮と要塞が建設された（現在のEthul Kotteの地域）。1565年、内紛により誕生したシーターワカ王国の度重なる攻撃により都市は放棄され、王はポルトガルが守るコロンボに逃れた。
16世紀後半以降は、ポルトガル、オランダ、イギリスの植民地支配を受ける。植民地時代は「コッテ」と称されていた。1977年、コロンボから首都機能をコッテへ移転する計画が示され、1983年に国会議事堂が完成した。当時のジャヤワルダナ大統領が、かつての都の名称と自分の名前が同じだったため、旧名を復活させた。そのため、街の正式名称が「スリ・ジャヤワルダナプラ・コッテ」（聖なる・勝利をもたらす都市・コッテ）とされた。1985年、コロンボからの遷都が正式に発表された。なお、国会議事堂は、人造湖 (Diyawanna Lake) の中央に位置する島に立地している。
国会議事堂など一部を除き、長らく首都機能の移転が進まない状態が続いてきたが、内戦終結後の2012年には8省庁が入る複合庁舎が完成するなど、徐々に移転が進んできている。

## 地理

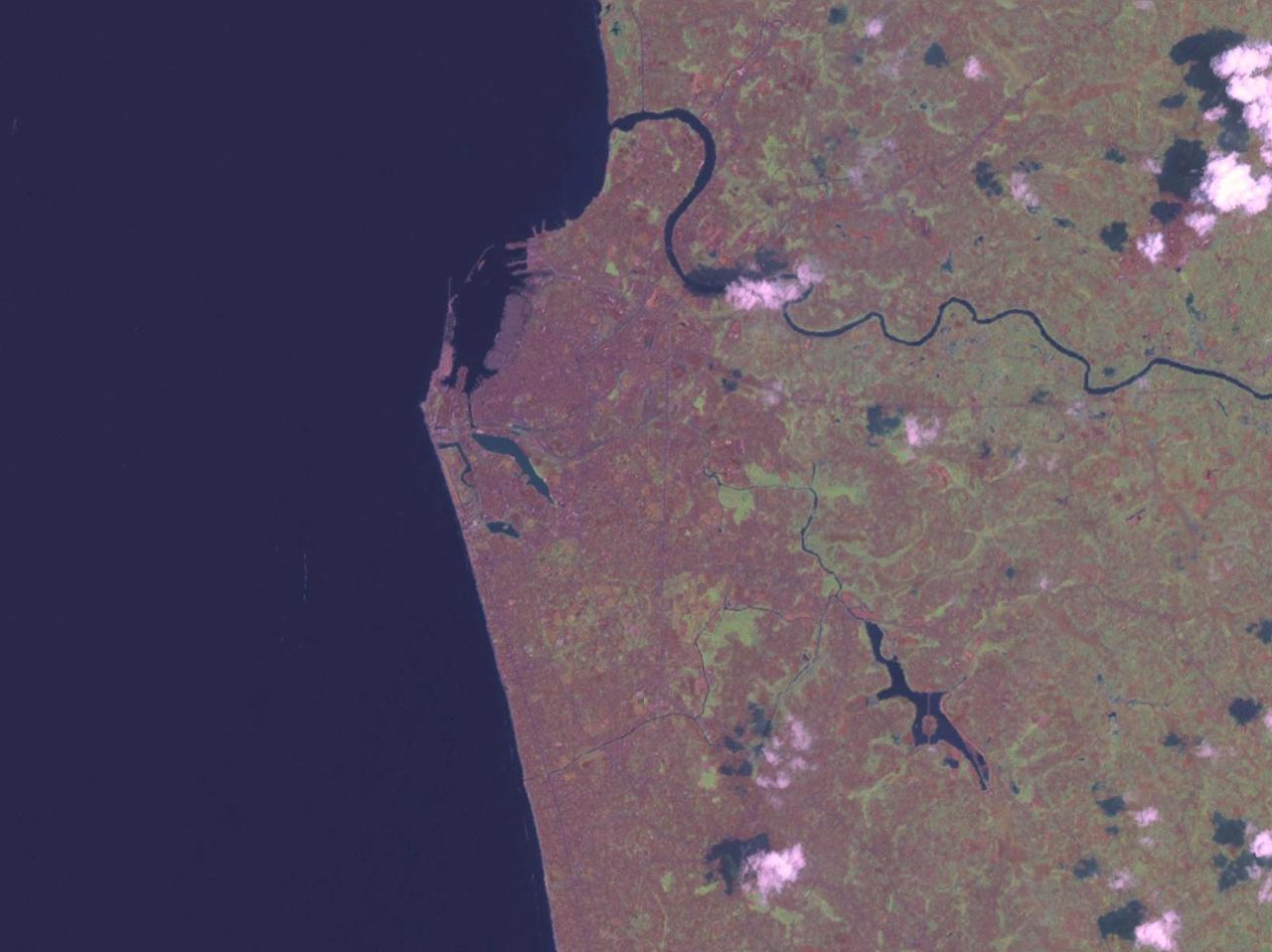
コロンボ周辺の衛星画像。中央右下の大きな湖の西岸がスリジャヤワルダナプラコッテ

スリ・ジャヤワルダナプラ・コッテはスリランカ南西部の西部州コロンボ県に属しており、州の南北中央西部、県の西部に位置している。北西で旧首都にしてスリランカ最大の都市コロンボと接しており、コロンボ都市圏の一地域を形成する。市の東端にはDiyawanna Lakeという大きな人造湖があり、湖中央の島には国会議事堂が存在している。南西でデヒワラ・マウントラビニアと、湖を挟んで東ではカドゥウェラと接する。

### 地区
スリ・ジャヤワルダナプラ・コッテは、主に以下の地区から構成される。北部のラージャギリヤ地区には市議会 (Municipal Council) が立地しており、国会議事堂に向かう幹線道路も同地区を通過している。南部のヌゲーゴダ地区にはケラニバレィーラインの主要な鉄道駅とスリジャヤワルダナプラ大学が存在する。
- Ethul Kotte
- ナーワラ
- ヌゲーゴダ
- ピタコッテ
- ラージャギリヤ

### 気候
スリ・ジャヤワルダナプラ・コッテはケッペンの気候区分では熱帯雨林気候に属す。気温は年間を通して小さな変化があるだけである。湿度は高めだが、2月は例年最も乾燥した月となる。しかしそれでも降水量は63mmもあり、年間を通じて平均降水量が60mmを下回る月はない。
| スリジャヤワルダナプラコッテの気候 | スリジャヤワルダナプラコッテの気候 | スリジャヤワルダナプラコッテの気候 | スリジャヤワルダナプラコッテの気候 | スリジャヤワルダナプラコッテの気候 | スリジャヤワルダナプラコッテの気候 | スリジャヤワルダナプラコッテの気候 | スリジャヤワルダナプラコッテの気候 | スリジャヤワルダナプラコッテの気候 | スリジャヤワルダナプラコッテの気候 | スリジャヤワルダナプラコッテの気候 | スリジャヤワルダナプラコッテの気候 | スリジャヤワルダナプラコッテの気候 | スリジャヤワルダナプラコッテの気候 |
| 月                                 | 1月                                | 2月                                | 3月                                | 4月                                | 5月                                | 6月                                | 7月                                | 8月                                | 9月                                | 10月                               | 11月                               | 12月                               | 年                                 |
| ---------------------------------- | ---------------------------------- | ---------------------------------- | ---------------------------------- | ---------------------------------- | ---------------------------------- | ---------------------------------- | ---------------------------------- | ---------------------------------- | ---------------------------------- | ---------------------------------- | ---------------------------------- | ---------------------------------- | ---------------------------------- |
| 日平均気温 °C （°F）               | 26 (79)                            | 26 (79)                            | 27 (81)                            | 28 (82)                            | 28 (82)                            | 27 (81)                            | 27 (81)                            | 27 (81)                            | 27 (81)                            | 26 (79)                            | 26 (79)                            | 26 (79)                            | 26 (79)                            |
| 降水量 mm （inch）                 | 85 (3.35)                          | 63 (2.48)                          | 112 (4.41)                         | 252 (9.92)                         | 335 (13.19)                        | 195 (7.68)                         | 130 (5.12)                         | 95 (3.74)                          | 165 (6.5)                          | 358 (14.09)                        | 309 (12.17)                        | 153 (6.02)                         | 2,251 (88.62)                      |
| 出典：Weatherbase                  |                                    |                                    |                                    |                                    |                                    |                                    |                                    |                                    |                                    |                                    |                                    |                                    |                                    |

## 人口動態

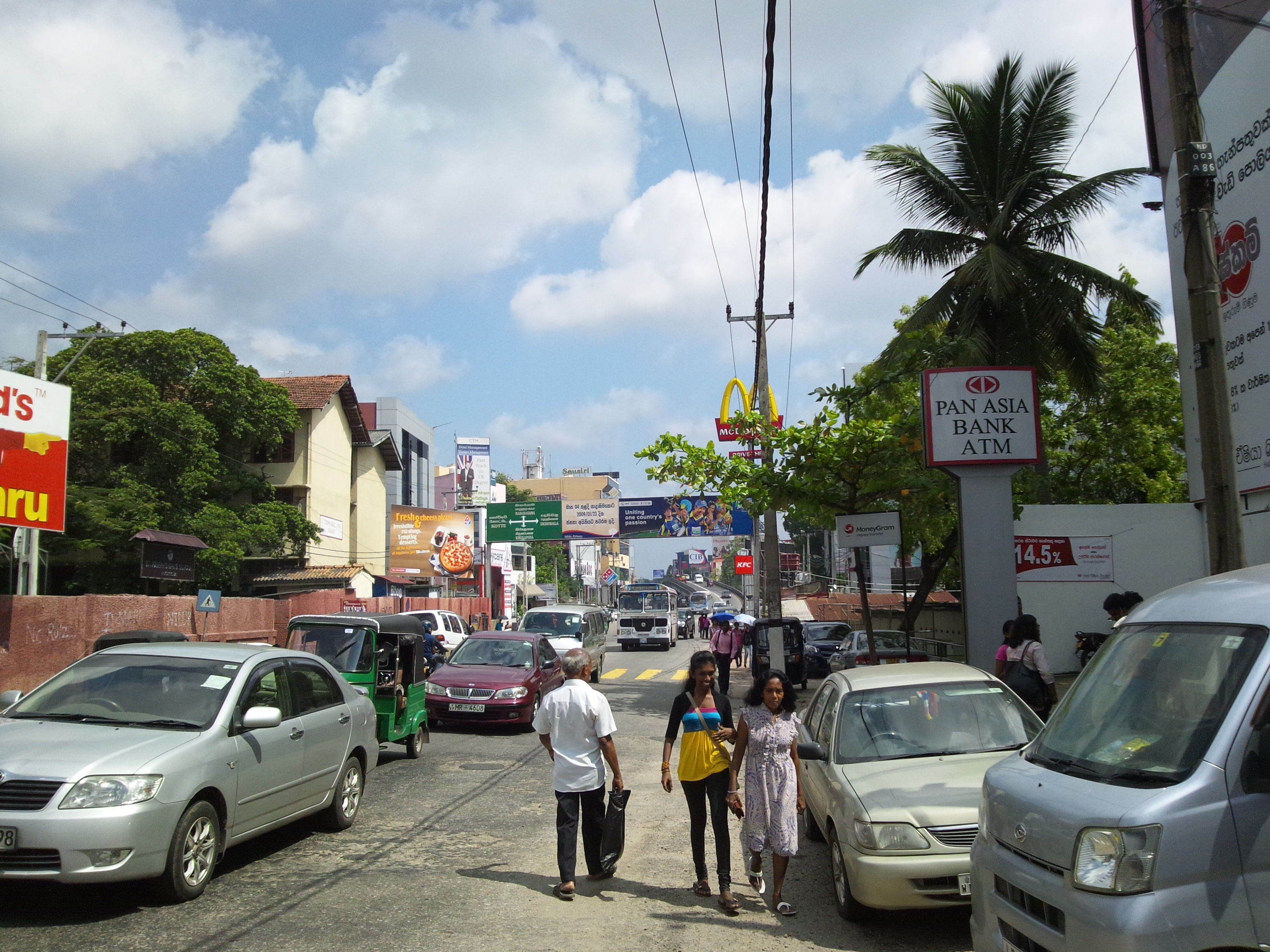
ヌゲーゴダ地区

スリ・ジャヤワルダナプラ・コッテには、複数の民族・宗教が混住している。最も多いのはスリランカの主要民族であるシンハラ人で、その他にタミル人、ムスリム、マレー人にバーガー人といった人々が居住している。ムスリムとタミルの大半はラージャギリヤ地区に居住する。その他、中国人やマレー人、それにインドを起源とする人々の小さなコミュニティが存在する。2001年の国勢調査で示された民族・宗教構成を以下に示す。なお、2014年時点での人口は約12万8千人。

### 民族
| シンハラ             | 101,331 (87.49 %) |
| スリランカ・タミル   | 6,583 (05.68 %)   |
| スリランカ・ムーア   | 4,031 (03.48 %)   |
| バーガー             | 1,367 (01.18 %)   |
| スリランカ・マレー   | 919 (00.79 %)     |
| インド・タミル       | 786 (00.68 %)     |
| スリランカ・チェティ | 65 (00.06 %)      |
| Bharatha             | 57 (00.05 %)      |
| その他               | 687 (00.59 %)     |

### 宗教
| 仏教               | 93,364 (80.6 %) |
| カトリック         | 8,659 (07.5 %)  |
| イスラム教         | 5,465 (04.7 %)  |
| ヒンドゥー教       | 4,550 (03.9 %)  |
| その他のキリスト教 | 3,618 (03.1 %)  |
| その他             | 170 (00.2 %)    |

## その他
- スリ・ジャヤワルダナプラ総合病院は、1983年に日本の無償協力プロジェクトによって建てられた病院である。約1000床のベッドを有しており、建設当時スリランカ最大規模の総合病院となった[10]。
- 人造湖の周囲を巡る道路に、Sri Lanka Nippon Mawatha（スリランカ日本通り）という名称が付けられている。
- 世界で最も長い首都名だと思われがちだが、現地語での正式名称ではバンコクの方が長い。

## 施設
- グラモダヤ民族芸術センター